# Albotorget
Albotorget är ett torg i stadsdelen Annedal i Göteborg. Det fick sitt namn år 1974 efter den tidigare Albogatan, som utgick genom stadsplaneändring.
Albogatan fick troligen sitt namn efter läget i Albostaden, som var ett inofficiellt namn på omgivningen. Förledet albo syftade på person från Ale härad i Västergötland. De första boende vid gatan skall ha varit snickare därifrån. Snickare från Ale var vanliga som säsongsarbetare vid byggen i Göteborg under andra hälften av 1800-talet, och de byggde  flera av landshövdingehusen i staden, varav de äldsta låg vid Albogatan och den intilliggande Snickaregatan.